# The Immortal Legions
The Immortal Legions è una poesia scritta da Alfred Noyes e messa in musica dal compositore inglese Edward Elgar. Era uno dei brani (noto anche come Pageant of Empire) scritto per essere eseguito nel Pageant of Empire alla British Empire Exhibition il 21 luglio 1924.

## Storia
La poesia è di composto dolore e di ringraziamento in ricordo di coloro che sono morti nel raggiungimento della vittoria.
Durante l'evento la canzone presentò "A Pageant of Heroes" (Un corteo di Eroi).
La canzone inizia dopo una breve introduzione, pensierosa, in chiave minore, con la voce solista a cui si unisce una semplice linea simile ad un basso ostinato. La delicata sezione centrale sembra mostrare il sentimento della speranza. La canzone termina trionfalmente nella relativa chiave maggiore, con parole di ringraziamento.
Questa canzone è stata anche arrangiata dal compositore come brano a più voci.

## Incisioni
- Il CD con il libro Oh, My Horses! Elgar and the Great War[3] include molte registrazioni storiche tra cui The Immortal Legions, una registrazione del 1985 con Anthony Ransome (baritono), il Kensington Choir e la Symphony Orchestra diretta da Leslie Head
- Il CD "The Unknown Elgar" include Sailing Westward e The Immortal Legions, il Coro Tudor diretto da Barry Collett, con Ken Burley (pianoforte) PEARL SHE CD 9635